# Camptocheirus
Camptocheirus är ett släkte av skalbaggar. Camptocheirus ingår i familjen vivlar.
Kladogram enligt Catalogue of Life:
| Camptocheirus | \| \| Camptocheirus chiragra \| \| \| \| \| \| Camptocheirus hispoides \| \| \| \| |
|               | \| \| Camptocheirus chiragra \| \| \| \| \| \| Camptocheirus hispoides \| \| \| \| |
|               | Camptocheirus chiragra                                                             |
|               |                                                                                    |
|               | Camptocheirus hispoides                                                            |
|               |                                                                                    |